# إبراهيم الحازمي
إبراهيم الحازمي (مواليد 16 ديسمبر 1992) هو لاعب كرة قدم سعودي .
لعب سابقاً في نادي عرعر و أولمبي نادي الرائد و نادي العروبة ونادي العين وعاد بعدها إلى نادي عرعر .

## وصلات خارجية
- إبراهيم الحازمي على موقع قاعدة بيانات كرة القدم.إي يو (الإنجليزية)
- إبراهيم الحازمي على موقع Soccerway.com (الإنجليزية)

- إبراهيم الحازمي